# بیلداشی
بیلداشی روستایی است که در استان اردبیل، شهرستان گرمی، بخش مرکزی، دهستان اجارودغربی قرار دارد.

## جمعیت
بر اساس سرشماری سال ۱۳۸۵ جمعیت این روستا ۲۳۴ نفر با ۵۱ خانوار بوده‌است.